# Inigo Campioni
Inigo Campioni (Viareggio, 14 de novembre de 1878 – Parma, 24 de maig de 1944) va ser un almirall italià que va servir a la Regia Marina durant la Segona Guerra Mundial.

## Carrera militar
Nascut a Viareggio el 1878, Campioni va ingressar a l'Acadèmia Naval de Livorno el 1893, deixant-la tres anys més tard amb el grau de guardiamarina. El 1898 va ser ascendit a sotstinent de vaixell, i el 1905 a tinent de vaixell,; el 1911-1912 va participar en la guerra italo-turca a bord del creuer blindat Amalfi
Durant la Primera Guerra Mundial va ser embarcat als cuirassats Conte di Cavour i Andrea Doria. Ascendit a capità de corbeta el 1916, va rebre el comandament del destructor Ardito, amb el qual va escortar nombrosos combois a l'Adriàtic; el setembre de 1917 va participar en una batalla naval a l'Alt Adriàtic després de la qual va ser condecorat amb la Medalla de Bronze al Valor Militar. El desembre de 1918, poc després de la conclusió del conflicte, també se li va concedir la Creu al Mèrit de Guerra.
En el període d'entreguerres va ser ascendit a capità de fragata el 1919, comandant l'escolta Tigre del 16 d'agost de 1924 al 22 d'octubre de 1925 i capità de navili el 1926; va servir com a agregat naval a l'ambaixada italiana a París i el 1929 va assumir el comandament del cuirassat Duilio, del 3 d'abril al 24 d'octubre. Després va servir com a Cap d'Estat Major del 1r Esquadró Naval del 25 d'octubre de 1929 al 9 de maig de 1930, i del 10 de maig de 1930 al 16 de maig de 1931 va comandar el creuer pesant Trento. Promogut a contraalmirall l'any 1932 i a almirall de divisió el 1934, va comandar la V Divisió Naval del 21 de setembre de 1935 al 21 de setembre de 1936, durant la Guerra d'Etiòpia. El 1936 va ser ascendit a almirall d'esquadra, i dos anys més tard es va convertir en Cap Adjunt d'Estat Major de la Marina; El 15 d'agost de 1939 va assumir el comandament del 1r Esquadró Naval, càrrec que va ocupar en la data de l'entrada d'Itàlia a la Segona Guerra Mundial.
Per tant, va comandar la flota italiana en els primers sis mesos del conflicte, durant les batalles de Punta Stilo i Cap Teulada i durant les sortides contrastades de les operacions britàniques Barrets i Blanc. Impugnat per un enfocament de combat considerat excessivament prudent, com a la batalla de Punta Stilo, el 9 de desembre de 1940 va ser substituït al comandament de l'Esquadró Naval per l'almirall Angelo Iachino, i va tornar a ser assignat al càrrec de Cap d'Estat Major Adjunt de la Marina.
En la seva defensa parcial cal informar que Campioni era ben conscient de la inferioritat tàctica de la Regia Marina, no equipada amb portaavions i amb molt poca coordinació amb la Força Aèria, que de fet bombardejà les unitats italianes a Punta Stilo; Posteriorment, durant la nit de Tàrent, Campioni va demanar que les xarxes antitorpedes no es col·loquessin massa a prop per facilitar la ràpida sortida de les unitats, però l'escassetat de xarxes va fer que aquesta protecció fos de facto insuficient, fet parcialment a càrrec de l'almirall.
L'escriptor neofeixista Antonino Trizzino, en el seu conegut llibre Navi e poltrone, afirmava que «... no es pot deixar de dir que la seva conducta, com a comandant en cap de les forces navals, no estava exempta de greus defectes».

### Governador del Dodecanès i la mort
El 1939 va ser nomenat senador de la XXX legislatura del Regne d'Itàlia. Posteriorment, el juliol de 1941, jubilat per limitacions d'edat, va ser nomenat governador del Dodecanès, llavors territori italià, on es trobava el 8 de setembre de 1943. Situat a Rodes, va comandar les forces italianes en la breu defensa contra la invasió alemanya de l'illa, però l'11 de setembre va signar la rendició de les seves tropes davant l'avanç alemany i l'amenaça d'un bombardeig de la Luftwaffe a la ciutat de Rodes. Després d'un període de presó a Alemanya, va ser lliurat a la República Social Italiana i sotmès a un judici espectacle (en l'anomenat Procés dels almiralls) al Tribunal Especial de Seguretat de l'Estat, a Parma, el 22 de maig de 1944: el "delicte" del que se l'acusava, alta traïció, consistia en haver obeït les ordres del legítim govern italià i havent defensat Rodes de la invasió alemanya. Condemnat a mort per escamot d'afusellament al pit, més que a l'esquena, perquè l'acusació es reduïa a lesió dels interessos de l'Estat (la sentència va ser influenciada per la voluntat de Mussolini, que volia assenyalar amb el dit la Marina com a principal causa de la derrota italiana), Campioni va ser afusellat el 24 de maig al camp de tir de Parma, juntament amb el contraalmirall Luigi Mascherpa. Abans de morir, va declarar que " cal saber oferir la vida a la seva pàtria en qualsevol moment, perquè no hi ha res més alt i més sagrat que la pàtria". Va ser condecorat a títol pòstum amb la Medalla d'Or al Valor Militar.
Està enterrat al cementiri monumental d'Assís.

## Dates de promoció
Almirall de esquadra - 1936
 Almirall de divisió - 1934
 Contraalmirall – 1932
 Capita de navili – 1926
 Capità de fragata – 1919
 Capità de corbeta - 1916
 Tinent de vaixell – 1905
 Sotstinent de vaixell - 1898
 Guardiamarina - 1896

## Honors
Gran Oficial de l'orde dels sants Maurici i Llàtzer
 Gran Oficial de l'Orde de la Corona d'Itàlia
 Comanador de l'Orde Militar de Savoia - 12 de gener de 1942
 Medalla d'Or al Valor Militar (a títol pòstum) - 9 de novembre de 1947
 Medalla de Bronze al Valor Militar
 Creu de Guerra al Valor Militar
 Creu al Mèrit de Guerra (2 premis
 Medalla Mauriciana al Mèrit pels 50 anys de Carrera Militar
 Creu d'or per antiguitat (40 anys)
 Medalla commemorativa de la Guerra Italo-Turca (1911-1912)
 Medalla commemorativa de la guerra 1915-1918 
 Medalla commemorativa de la Unitat d'Itàlia 1848-1918 
 Medalla commemorativa italiana de la Victòria de 1918
 Medalla Commemorativa del Període Bèl·lic 1940-43